# Vihiers
Vihiers ([vije] ) est une ancienne commune française située dans le département de Maine-et-Loire, en région Pays de la Loire.
De 1974 à 2015, la commune de Vihiers compte les trois communes de Vihiers, Saint-Hilaire-du-Bois et Le Voide, qui s'associent selon les termes de la loi du 16 juillet 1971. Le 1er janvier 2016, les trois deviennent des communes déléguées de la commune nouvelle de Lys-Haut-Layon.
Située dans le sud du département, c'était le siège de la communauté de communes du Vihiersois et le centre administratif et commercial de cette région.
Une bataille s'y déroule à la fin du XVIIIe siècle au cours de la guerre de Vendée opposant des insurgés vendéens aux troupes républicaines.

## Géographie

### Localisation
Commune angevine du sud Layon située dans les Mauges, ce territoire rural de l'ouest de la France se trouve au sud d'Angers (36 km), au nord-est de Cholet (28 km) et au sud-ouest de Saumur (37 km),.
Pays de bocage, le Vihiersois se situe dans un triangle entre Angers, Cholet et Saumur.

### Géologie et relief
À quelques kilomètres au nord et à l'est du Vihiersois se trouve la vallée du Layon, qui marque la transition entre les Mauges et le Saumurois. Le sud de l'Anjou comporte à l'est des terrains secondaires et tertiaires (Saumurois) et à l'ouest des terrains primaires (Mauges). Dans ces derniers, on trouve un pays de bocage sur des terrains de schistes et de granites.
Situé à l'extrémité d'un haut plateau, le territoire de Vihiers appartient au terrain métamorphique. La commune se situe sur l'unité paysagère du Plateau des Mauges.
En 2015, elle a une superficie de près de 60 km2 (5 970 hectares), et son altitude varie de 52 à 211 mètres, pour une altitude moyenne de 132 mètres.

### Hydrographie
Vihiers est traversée par la rivière le Lys, affluent du Layon. Ce cours d'eau prend sa source sur la commune de Coron, et traverse les territoires de Vihiers, Montilliers et Aubigné-sur-Layon.
On trouve plusieurs ruisseaux dans le Vihiersois, tels le Livier, la Lande et le Lucet.

### Climat
Le climat angevin est tempéré, de type océanique. Il est particulièrement doux, compte tenu de sa situation entre les influences océaniques et continentales. Généralement les hivers sont pluvieux, les gelées rares et les étés ensoleillés.
Les précipitations sont plus accentuées sur la région des Mauges, en raison de son relief plus marqué.

### Voies de communication et transports
Vihiers se trouve au carrefour de plusieurs voies routières : au nord la D 54 (Valanjou), la D 120 (Faveraye-Mâchelles, Thouarcé), la D 748 (Martigné-Briand), la D 156 (Tigné), sur un axe est-ouest la D 960 (Doué-la-Fontaine-Cholet), et au sud la D 25 (la Plaine, Maulévrier), la D 748 (Saint-Paul-du-Bois, Saint-Maurice-la-Fougereuse) et la D 377 (Nueil-sur-Layon).
L'autoroute A87 Angers-Cholet (sortie 25 Chemillé) se trouve à une quinzaine de kilomètres à l'ouest.
Transports en commun : la commune est desservie par trois lignes d'autobus du réseau interurbain de Maine-et-Loire Anjoubus, la ligne 17 (Vihiers, Angers par Le Voide), ligne 23 (Cholet, Vihiers, Doué-la-Fontaine, Saumur) et la ligne 25 (Vihiers, Angers par Montilliers).
Il n'existe actuellement pas d'accès au réseau ferroviaire. Par le passé, Vihiers était desservi par le chemin de fer à voie métrique dit du Petit Anjou.

### Aux alentours
Les communes les plus proches sont Montilliers (5 km), Cernusson (5 km), Les Cerqueux-sous-Passavant (7 km), Trémont (7 km), Saint-Paul-du-Bois (7 km), La Salle-de-Vihiers (8 km), Valanjou (9 km), Coron (9 km), La Fosse-de-Tigné (9 km), Aubigné-sur-Layon (9 km).

## Urbanisme
En 2008, le nombre total de logements dans la commune est de 1 890. Parmi ces logements, 91 % sont des résidences principales, 1 % des résidences secondaires et 8 % des logements vacants. Ces logements sont pour une part de 91 % des maisons et de 12 % des appartements. Toujours sur l'ensemble des logements de la commune, 1 % sont des studios, 6 % des logements de deux pièces, 15 % de trois pièces, 23 % de quatre pièces, et 55 % des logements de cinq pièces ou plus.
Les résidences principales construites avant 2006, datent pour 33 % d'avant 1949, 17 % entre 1949 et 1974, 28 % entre 1975 et 1989, et 22 % entre 1990 et 2005.
Le nombre de ménages propriétaires de leur logements est de 69 %, proportion supérieure à la moyenne départementale (60 %), et le nombre de ménages locataires est de 31 %. On peut également noter que 1 % des logements sont occupés gratuitement.
L'ancienneté d'emménagement dans la résidence principale, rapporté au nombre de ménages, est de 12 % depuis moins de deux ans, 18 % entre deux et quatre ans, 17 % entre cinq et neuf ans, et 52 % de dix ans et plus.
En 2013, on trouve 1 980 logements sur la commune de Vihiers, dont 90 % sont des résidences principales, pour une moyenne sur le département de 90 %, et dont 71 % des ménages en sont propriétaires.

## Toponymie et héraldique

### Tomponymie
Nom d'origine latine, Vierium (vivier), qui est un nom de lieu (parc à gibier) dès l'époque romaine.
Formes anciennes du nom : Villa Viviarium en 889, Vieracum en 942, Castrum Vigerium en 1030, Viherium en 1128, Vihers en 1237, Viers en 1301, Vihiers au XVIIe et XVIIIe siècles. Aujourd'hui, le nom officiel de la commune est « Vihiers ».

### Héraldique
| Vihiers | Les armes de Vihiers se blasonnent ainsi : losangé d'argent et de gueules (armes des Turpin de Crissé). |

## Histoire

### Préhistoire et Antiquité
C'est dans le Vihiersois, sur le territoire de Tancoigné, qu'est découvert en 1949 L'homme de Tancoigné ; un squelette du Néolithique accompagné d'une hache-marteau de pierre polie. À quelques kilomètres de là, sur la commune de Cléré-sur-Layon, est aussi découvert quatre haches de l'époque de la pierre polie.

### Moyen Âge

Carte de l'Anjou au XVIIIe siècle.

Le pays fait partie au IXe siècle, et au Xe siècle jusqu'en 942 au moins, des domaines de Saint-Hilaire de Poitiers (Poitou), puis passe à la fin du Xe siècle dans les mains des comtes d'Anjou (Grisegonelle, son fils Nerra, père de Martel, suivi lui-même de ses neveux maternels le Barbu et le Réchin...). Vers 1010-1016, Foulques Nerra, comte d'Anjou, fait construire à Vihiers une puissante forteresse et y amène la population de Saint-Hilaire (ville close). Assez vite deux églises s'élèvent : Saint-Hilaire le Château et Notre-Dame Saint-Jouin.
Au milieu du XIe siècle, Foulques IV d'Anjou, est à la tête de la Saintonge et de la seigneurie de Vihiers. Son fils cadet, Foulques V d'Anjou, fait construire deux autres églises : Saint-Jean (1115) et Saint-Nicolas en (1125). En 1317, Vihiers est rattaché au diocèse de Maillezais.
Seigneurie : Saint-Hilaire du Château représentait l'église du manoir seigneurial, siège d'une paroisse qui est circonscrite à l'enceinte castrale. Selon Célestin Port, le seigneur Albéric reçut Vihiers de son cousin Geoffroy Ier d'Anjou (comte en 958-987) ; une même famille féodale semble alors posséder Vihiers et Montjean, avec des seigneurs nommés Albéric ; et de ces Vihiers-Montjean, actifs dans les Mauges dès avant l'an mil, descendent en lignée féminine les Rochefort : vers 1360-1367, Marie de Rochefort apporte le Petit-Montrevault et Vihiers à son époux Guy V Turpin.
À partir de Guy V Turpin (2e moitié du XIVe), les Turpin de Crissé ou leurs alliés vont garder Vihiers jusqu'après la moitié du XVIIIe siècle.

### Époque moderne
Dans la 2e moitié du XVIe siècle, Charles Ier Turpin (fils de Jacques II et petit-fils de Jacques Ier Turpin, lui-même fils d'Antoine et petit-fils de Lancelot Turpin) et son fils Charles II Turpin, sires de Crissé, du Petit-Montrevault et de Vihiers, sont faits comtes de Crissé en 1571, puis comtes de Montrevault et de Vihiers en août 1577. Après Henri-Charles et son fils Philippe-Charles Turpin de Crissé (2e moitié du XVIIe), le comté de Vihiers reste indivis entre la veuve de Philippe-Charles, Eléonore de Mesgrigny (unie à Philippe-Charles Turpin en 1684, elle se remarie en 1701 au comte Jean-Ferdinand de Poitiers († 1748).
Mais le 25 mars 1771, Louis-Hercule-Timoléon de Cossé, duc de Brissac (1734-1792) acquier le comté de Vihiers dont il est le dernier seigneur.
Au milieu du XVIIe siècle la paroisse est intégrée à l'évêché de La Rochelle, qui comprend l'archiprêtré d'Ardin, les doyennés de Bressuire, Fontenay-le-Comte, Saint-Laurent-sur-Sèvre et Vihiers. À la fin du XVIIe siècle, Vihiers compte 150 feux.
À la veille de la Révolution française, une partie du Vihiersois dépend de la sénéchaussée d'Angers (La Salle-de-Vihiers, Vihiers, Coron) et une autre de la sénéchaussée de Saumur (Tigné, Cernusson, Les Cerqueux, Saint-Paul-du-Bois, La Plaine).

### Révolution

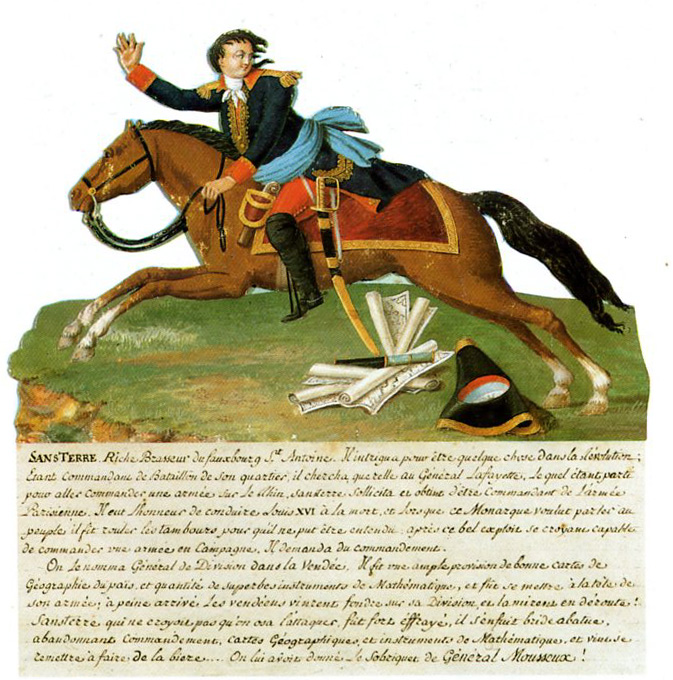
Santerre par Le Sueur.
(Cliquez pour agrandir)

Comme dans le reste de la région, les guerres de Vendée sont meurtrières. En mars 1793, Jacques Cathelineau engage des combats à Vihiers et Chalonnes. Le 6 juin, alors que les armées du Centre et des Mauges se rendent à Saumur, un détachement de 1 500 républicains est vaincu à Vihiers.
Après la victoire de Martigné, les bleus occupent Vihiers où ils sont attaqués le 17 juillet 1793. Les 17 et 18, plus de 30 000 combattants s'affrontent faisant 2 000 morts (bataille de Vihiers, armée de Santerre). Toutes les habitations du village sont rasées ou incendiées, et la moitié des 1 100 habitants périssent cette année-là.
En janvier 1794, les colonnes infernales passent par Vihiers pour s'en emparer. Comme dans le reste des Mauges, elles seront très présentes dans la région vihiersoise, comme à Cernusson ou à Tigné.
Un peu plus tard, c'est à Vihiers que le général Hugo, avec cinquante hommes seulement, arrête une armée de 3 000 Vendéens.

### Époque contemporaine
À la réorganisation administrative qui suit la Révolution, Vihiers est en 1790 chef-lieu de canton (de Vihiers) et chef-lieu de district (de Vihiers) ; district composé des cantons de Vihiers, Brissac, Chanzeaux, Coron, Martigné, Nueil et Thouarcé. En 1800, le district de Vihiers fait place à l'arrondissement de Saumur.
Les deux communes proches de Saint-Hilaire et du Voide sont rattachées en 1790 au canton de Vihiers et au district de Vihiers, puis en 1800 à l'arrondissement de Saumur.
Au milieu du XIXe siècle l'industrie apparait à Vihiers, avec la construction de deux fours à chaux, un four à plâtre et une tuilerie.
Le chemin de fer se développe. Ainsi, en 1896 une ligne du Petit Anjou Cholet-Saumur est ouverte et passe par Saint-Hilaire, Vihiers, Les Cerqueux, Cléré, Passavant et Nueil.
En 1973, Vihiers s'associe avec les communes voisines de Saint-Hilaire-du-Bois et du Voide, en utilisant le statut de commune associée conformément à loi du 16 juillet 1971, avec effet au 1er janvier 1974.
En 2015 un nouveau projet de rapprochement voit le jour au sein de la communauté de communes du Vihiersois-Haut-Layon. Le 2 juillet, le conseil municipal de Vihiers et des communes associées vote en faveur de la création d'une commune nouvelle au niveau de l'intercommunalité. N'ayant pas obtenu la totale adhésion des communes de l'intercommunalité, les conseils municipaux des Cerqueux-sous-Passavant, La Fosse-de-Tigné, Nueil-sur-Layon, Tigné, Trémont et Vihiers valident à nouveau en septembre le projet d'une commune nouvelle baptisée Lys-Haut-Layon, dont la création est officialisée par arrêté préfectoral du 5 octobre 2015, abrogé et remplacé par celui du 21 décembre.

## Politique et administration

### Administration municipale

#### Administration actuelle
À partir du 1er janvier 2016, Vihiers, Saint-Hilaire-du-Bois et Le Voide constituent des communes déléguées au sein de la commune nouvelle de Lys-Haut-Layon, et disposent d'un maire délégué.
| Période                                  | Période         | Identité               | Étiquette | Qualité |
| ---------------------------------------- | --------------- | ---------------------- | --------- | ------- |
| 1er janvier 2016                         | 20 janvier 2016 | Philippe Algoët        |           |         |
| 21 janvier 2016                          | en cours        | Marie-Françoise Juhel, |           |         |
| Les données manquantes sont à compléter. |                 |                        |           |         |

#### Administration ancienne
La commune est créée à la Révolution, absorbe en 1974 Saint-Hilaire-du-Bois et Le Voide qui conservent le statut de  commune associée. Ville de Vihiers, et des communes associées Saint-Hilaire-du-Bois et Le Voide du 1er janvier 1974 au 31 décembre 2015. Même s'il n'y avait qu'un seul conseil municipal, les anciennes communes de Saint-Hilaire et du Voide y ont un maire délégué comme le permet le statut de commune associée. Le conseil municipal était composé de 27 élus.

#### Comptes de la commune
| Chiffres clés                                                 | En milliers d'Euros | En euros par habitant | Chiffres 2000 |
| ------------------------------------------------------------- | ------------------- | --------------------- | ------------- |
| Total des produits de fonctionnement (A)                      | 3 574               | 810                   | 3 559         |
| Total des charges de fonctionnement (B)                       | 2 312               | 524                   | 2 531         |
| Résultat comptable (R=A-B)                                    | 1 262               | 286                   | 1 028         |
| Total des ressources d'investissement (C)                     | 2 190               | 496                   | 1 736         |
| Total des emplois d'investissement (D)                        | 1 994               | 452                   | 2 450         |
| Besoin ou capacité de financement des investissements (E=D-C) | -196                | -44                   | 667           |
| Encours de la dette au 31/12                                  | 3 280               | 743                   | 3 947         |
| Annuité de la dette                                           | 328                 | 451                   | 102           |

| Fiscalité locale                      | Taux    |
| ------------------------------------- | ------- |
| Taxe d'habitation (y compris THLV)    | 22,44 % |
| Foncier bâti                          | 15,90 % |
| Foncier non bâti                      | 42,56 % |
| Foncier non bâti (taxe additionnelle) | 26,89 % |
| Cotisation foncière des entreprises   | 16,72 % |

### Ancienne situation administrative

#### Intercommunalité
Jusqu'en 2015 la commune est membre de la communauté de communes du Vihiersois-Haut-Layon, qui regroupe douze communes : Cernusson, Les Cerqueux-sous-Passavant, Cléré-sur-Layon, La Fosse-de-Tigné, Montilliers, Nueil-sur-Layon, Passavant-sur-Layon, Saint-Paul-du-Bois, Tancoigné, Tigné, Trémont et Vihiers. Cette structure intercommunale est un établissement public de coopération intercommunale (EPCI) ayant pour vocation de réunir les moyens de plusieurs communes, notamment dans le domaine du tourisme. Elle est membre du pays de Loire en Layon, structure administrative d'aménagement du territoire comprenant les communautés des Coteaux-du-Layon, de Gennes, de Loire-Layon et du Vihiersois-Haut-Layon.
La communauté de communes du Vihiersois-Haut-Layon disparait à la création de la commune nouvelle de Lys-Haut-Layon.

#### Autres circonscriptions
Jusqu'en 2014, Vihiers fait partie du canton de Vihiers, dont elle est le chef-lieu, et de l'arrondissement de Saumur. Le canton de Vihiers compte alors dix-sept communes, dont Cernusson, Les Cerqueux-sous-Passavant, Montilliers, Saint-Paul-du-Bois et Trémont. C'est l'un des quarante-et-un cantons que compte le département ; circonscriptions électorales servant à l'élection des conseillers généraux, membres du conseil général du département. Dans le cadre de la réforme territoriale, un nouveau découpage territorial pour le département de Maine-et-Loire est défini par le décret du 26 février 2014. Le canton de Vihiers disparait et la commune est rattachée au canton de Cholet-2, avec une entrée en vigueur au renouvellement des assemblées départementales de 2015.
Vihiers est alors située dans la quatrième circonscription de Maine-et-Loire, composée de six cantons dont Montreuil-Bellay et Thouarcé ; quatrième circonscription de Maine-et-Loire étant l'une des sept circonscriptions législatives que compte le département.

#### Instances judiciaires
Il n'y a pas d'administrations judiciaires à Vihiers.
Le Tribunal d'instance et le Conseil de prud'hommes se trouvent à Saumur. Le Tribunal de grande instance, la Cour d'appel, le Tribunal pour enfants, le Tribunal de commerce, se situent à Angers, tandis que le Tribunal administratif et la Cour administrative d'appel se situent à Nantes.

### Jumelages
Il existe un comité de jumelage.

## Population et société

### Évolution démographique
En 2015, Vihiers compte 2 259 habitants.
De 1974 à 2015, la commune de Vihiers compte trois communes, s'étant associée le 1er janvier 1974 aux deux communes proches de Saint-Hilaire-du-Bois et du Voide.
Le tableau et le graphique ci-après présentent la population de la seule commune de Viviers de 1793 à 1973 puis de la nouvelle commune de Vihiers depuis 1974. 
| 1793  | 1800 | 1806 | 1821 | 1831  | 1836  | 1841  | 1846  | 1851  |
| ----- | ---- | ---- | ---- | ----- | ----- | ----- | ----- | ----- |
| 1 000 | 430  | 528  | 947  | 1 104 | 1 180 | 1 292 | 1 505 | 1 562 |

| 1856  | 1861  | 1866  | 1872  | 1876  | 1881  | 1886  | 1891  | 1896  |
| ----- | ----- | ----- | ----- | ----- | ----- | ----- | ----- | ----- |
| 1 618 | 1 765 | 1 731 | 1 527 | 1 643 | 1 776 | 1 699 | 1 664 | 1 592 |

| 1901  | 1906  | 1911  | 1921  | 1926  | 1931  | 1936  | 1946  | 1954  |
| ----- | ----- | ----- | ----- | ----- | ----- | ----- | ----- | ----- |
| 1 599 | 1 761 | 1 735 | 1 619 | 1 658 | 1 768 | 1 674 | 1 644 | 1 699 |

| 1962  | 1968  | 1975  | 1982  | 1990  | 1999  | 2004  | 2009  | 2013  |
| ----- | ----- | ----- | ----- | ----- | ----- | ----- | ----- | ----- |
| 1 847 | 1 877 | 3 709 | 4 090 | 4 131 | 3 992 | 4 092 | 4 275 | 4 290 |

| 2014  | - | - | - | - | - | - | - | - |
| ----- | - | - | - | - | - | - | - | - |
| 2 323 | - | - | - | - | - | - | - | - |

#### Population des anciennes communes
| 1793  | 1800  | 1806  | 1821  | 1831  | 1836  | 1841  | 1846  |
| ----- | ----- | ----- | ----- | ----- | ----- | ----- | ----- |
| 1 425 | 1 427 | 1 191 | 1 250 | 1 293 | 1 292 | 1 383 | 1 557 |

| 1851  | 1856  | 1861  | 1866  | 1872  | 1876  | 1881  | 1886  |
| ----- | ----- | ----- | ----- | ----- | ----- | ----- | ----- |
| 1 573 | 1 456 | 1 514 | 1 483 | 1 362 | 1 352 | 1 325 | 1 345 |

| 1891  | 1896  | 1901  | 1906  | 1911  | 1921  | 1926  | 1931  |
| ----- | ----- | ----- | ----- | ----- | ----- | ----- | ----- |
| 1 274 | 1 229 | 1 216 | 1 225 | 1 157 | 1 050 | 1 023 | 1 036 |

| 1936  | 1946  | 1954  | 1962  | 1968  | 1973 | - | - |
| ----- | ----- | ----- | ----- | ----- | ---- | - | - |
| 1 037 | 1 036 | 1 041 | 1 069 | 1 074 | -    | - | - |

| 1793  | 1800 | 1806 | 1821 | 1831 | 1836 | 1841 | 1846 |
| ----- | ---- | ---- | ---- | ---- | ---- | ---- | ---- |
| 1 020 | 964  | 715  | 794  | 869  | 898  | 920  | 987  |

| 1851 | 1856 | 1861 | 1866 | 1872 | 1876 | 1881 | 1886 |
| ---- | ---- | ---- | ---- | ---- | ---- | ---- | ---- |
| 983  | 948  | 901  | 886  | 837  | 790  | 791  | 804  |

| 1891 | 1896 | 1901 | 1906 | 1911 | 1921 | 1926 | 1931 |
| ---- | ---- | ---- | ---- | ---- | ---- | ---- | ---- |
| 777  | 732  | 719  | 705  | 710  | 608  | 634  | 639  |

| 1936 | 1946 | 1954 | 1962 | 1968 | 1973 | - | - |
| ---- | ---- | ---- | ---- | ---- | ---- | - | - |
| 670  | 656  | 598  | 614  | 628  | -    | - | - |

### Pyramide des âges
La population de la commune est relativement âgée. Le taux de personnes d'un âge supérieur à 60 ans (27,5 %) est en effet supérieur au taux national (21,8 %) et au taux départemental (21,4 %).
À l'instar des répartitions nationale et départementale, la population féminine de la commune est supérieure à la population masculine. Le taux (50,7 %) est du même ordre de grandeur que le taux national (51,9 %).
La répartition de la population de la commune par tranches d'âge est, en 2008, la suivante :
- 49,3 % d'hommes (0 à 14 ans = 20,4 %, 15 à 29 ans = 17,3 %, 30 à 44 ans = 18 %, 45 à 59 ans = 20 %, plus de 60 ans = 24,3 %) ;
- 50,7 % de femmes (0 à 14 ans = 18,9 %, 15 à 29 ans = 13,5 %, 30 à 44 ans = 17,8 %, 45 à 59 ans = 19,2 %, plus de 60 ans = 30,7 %).

| Hommes | Classe d’âge | Femmes |
| ------ | ------------ | ------ |
| 0,7    | 90 ans ou +  | 1,6    |
| 9,9    | 75 à 89 ans  | 13,7   |
| 13,7   | 60 à 74 ans  | 15,4   |
| 20,0   | 45 à 59 ans  | 19,2   |
| 18,0   | 30 à 44 ans  | 17,8   |
| 17,3   | 15 à 29 ans  | 13,5   |
| 20,4   | 0 à 14 ans   | 18,9   |

| Hommes | Classe d’âge | Femmes |
| ------ | ------------ | ------ |
| 0,4    | 90 ans ou +  | 1,1    |
| 6,3    | 75 à 89 ans  | 9,5    |
| 12,1   | 60 à 74 ans  | 13,1   |
| 20,0   | 45 à 59 ans  | 19,4   |
| 20,3   | 30 à 44 ans  | 19,3   |
| 20,2   | 15 à 29 ans  | 18,9   |
| 20,7   | 0 à 14 ans   | 18,7   |

### Vie locale
Les services publics présents dans la commune sont une école maternelle et école primaire, un collège, une maison de retraite, la poste, un centre de secours, une gendarmerie, une trésorerie.
Sont également présents dans la commune des accueils péri-scolaires et des activités péri-scolaires (centre de loisirs), cantines scolaires, des équipements sportifs, des services d'aides à domicile (ADMR du Vihiersois), un cinéma, une bibliothèque, une école de musique intercommunale (Vihiersois Haut-Layon), un camping municipal (Vallée du Lys), etc. L'étang du Lys permet d'y pratiquer la pêche.
Un marché local a lieu chaque mercredi matin.

### Enseignement
Située dans l'académie de Nantes, la ville de Vihers et des communes associées compte deux collèges et quatre écoles :
- école primaire publique Camille-Claudel,
- école primaire privée Saint-Jean (Vihiers),
- école primaire privée Saint-Joseph (Le Voide),
- école primaire privée Notre-Dame (Saint-Hilaire-du-Bois),
- collège public de la Vallée-du-Lys,
- collège privé Saint-Jean.

### Sports
Plusieurs équipements sportifs permettent la pratique du sport, que ce soit des salles et des terrains de sports, ou une piscine. Plusieurs activités sportives sont présentes dans la commune de Vihiers : basket, football, volley-ball, tennis, badminton, pétanque, danse, gymnastique, musculation, judo, ju-jitsu, taï-chi-chuan,handball etc..
Le club de football Association sportive Saint-Hilaire Vihiers Saint-Paul compte quatre équipes séniors, avec une équipe première évoluant en Promotion d'honneur (PH) en Ligue atlantique de football soit la 9e division nationale. Ce club compte aussi des sections jeunes allant des catégories U9 à U18.
Le club Vihiers-Basket est né le 19 mai 1999, de la fusion JND Trémont et Lys BC. Depuis, le club a remporté treize titres au niveau départemental et régional ; certaines de ses équipes évoluant au niveau régional. Vihiers-Basket compte sur la saison 2011-2012 cent-soixante-cinq licenciés, répartis dans vingt équipes.
Un cyclo-cross se déroule sur la commune. Il a été le support du Championnats de France de cyclo-cross de 1961.
Cette ville comporte également une section du C.A.P.S. (Club d'Athlétisme du Pays Saumurois) nommée AthléLys Vihiersois. Depuis 2013, ce club organise une course nature annuelle, Les Foulées du Lys.

### Santé
La commune comporte plusieurs médecins généralistes, des dentistes, des infirmiers, des kinésithérapeutes, deux pharmacies, un laboratoire d'analyses médicales, ainsi qu'un certain nombre d'autres professions paramédicales comme un service d'ambulance.
Elle comporte également un hôpital local, le Centre hospitalier intercommunal Lys Hyrôme (177 places), qui intègre un établissement d'hébergement pour personnes âgées dépendantes (EHPAD) de 90 lits.

### Écologie et recyclage
Outre un service de ramassage des ordures ménagères (collecte sélective), on trouve sur la commune une déchèterie (route de Cernusson).

### Cultes
Vihiers est le siège de la paroisse de Saint-Hilaire-en-Vihiersois, de culte catholique. Cette dernière fait partie du Diocèse d'Angers, doyenné de Layon.

## Économie

### Revenus de la population et fiscalité
En 2009, le revenu fiscal médian par ménage sur Vihiers est de 15 313 €, pour une moyenne sur le département de 17 211 €.

### Tissu économique
Implanté en territoire rural, Vihiers est le centre administratif et commercial de la région. Fin 2008, 410 établissements sont présents dans la commune, dont 46 % relèvent du secteur du commerce et des services. Deux ans plus tard, en 2010, sur les 418 établissements présents dans la commune, 26 % relèvent du secteur de l'agriculture (pour une moyenne de 17 % sur l'ensemble du département), 5 % du secteur de l'industrie, 7 % du secteur de la construction, 48 % de celui du commerce et des services et 15 % du secteur de l'administration et de la santé. Le tissu économique est composé de nombreuses petites entreprises ; seuls 7 % des établissements comptent plus de 10 salariés.
Sur 401 établissements présents dans la commune à fin 2013, 19 % relèvent du secteur de l'agriculture (pour une moyenne de 11 % sur le département), 9 % du secteur de l'industrie, 8 % du secteur de la construction, 49 % de celui du commerce et des services et 15 % du secteur de l'administration et de la santé.

### Appellations sur le territoire

Vignobles de la vallée de la Loire.
(Cliquez pour agrandir)

Vihiers se situe dans la région des vignobles du Val de Loire, au cœur des appellations Anjou (AOC).
De nombreuses appellations sont présentes sur le territoire :
- AOC AOP Anjou blanc, AOC AOP Anjou gamay, AOC AOP Anjou gamay nouveau ou primeur, AOC AOP Anjou mousseux blanc, AOC AOP Anjou mousseux rosé, AOC AOP Anjou rouge, AOC AOP Cabernet d'Anjou, AOC AOP Cabernet d'Anjou nouveau ou primeur, AOC AOP Crémant de Loire blanc, AOC AOP Crémant de Loire rosé, IGP Maine-et-Loire blanc, IGP Maine-et-Loire rosé, IGP Maine-et-Loire rouge, AOC AOP Rosé d'Anjou, AOC AOP Rosé d'Anjou nouveau ou primeur, AOC AOP Rosé de Loire, AOC AOP Saumur mousseux blanc, AOC AOP Saumur mousseux rosé, AOC AOP Vin destiné à l'élaboration de Crémant de Loire blanc, AOC AOP Vin destiné à l'élaboration de Crémant de Loire rosé,
- IGP Agneau du Poitou-Charentes, IGP Bœuf du Maine, AOC AOP Maine-Anjou, IGP Volailles de Cholet, IGP Volailles d'Ancenis,
- IGP Brioche vendéenne,
- AOC AOP Beurre Charentes-Poitou, AOC AOP Beurre des Charentes, AOC AOP Beurre des Deux-Sèvres.

### Entreprises et commerces
Ville la plus importante de cette région rurale qu'est le Vihiersois, Vihiers est un centre d'attractivité pour les entreprises et les commerces. On y trouve plusieurs commerces alimentaires (alimentation, boucherie charcuterie, boulangerie pâtisserie, restauration), ainsi que plusieurs commerces de services (aménagement intérieur, assurances, banques, bar tabac, bricolage quincaillerie, coiffure, électroménager, habillement, librairie papeterie, pressing…).
On y trouve également plusieurs entreprises artisanales : briqueterie, cordonnerie, couverture zinguerie, distillerie, distribution de boissons, électricité plomberie chauffage, espaces verts, ferronnerie, garages, maçonnerie platerie, matériaux de construction, matériel et outillage agricole, menuiserie, etc.
La communauté de communes du Vihiersois a créé une zone d'activités située sur les communes de Vihiers et Montilliers.

### Tourisme
On trouve sur la commune un plan d'eau, l'étang du Lys, avec aire de pique-nique, aire de jeux et possibilité d'y pratiquer la pêche, ainsi que plusieurs circuits de randonnée : sentier du Chêne aux Loups de 15,5 km, sentier de la Chapelle Richard de 8 km et sentier de la Croix Soc de 10,4 km.
Le pays du Vihiersois développe son tourisme par le biais de son office du tourisme, autour de la communauté de communes. Les trois villes associées de Vihiers, Saint-Hilaire-du-Bois et Le Voide, participent à ce développement.

### Activité économique de la région
Sur le territoire de l'intercommunalité on trouve 1 005 établissements à fin 2010, répartis pour 40 % dans le secteur de l'agriculture (pour 17 % sur l'ensemble du département), 5 % du secteur de l'industrie, 9 % du secteur de la construction, 37 % de celui du commerce et des services et 28 % du secteur de l'administration et de la santé.
Seuls 5 % des établissements comptent plus de 10 salariés, pour 8 % sur l'ensemble du département.

## Culture locale et patrimoine

### Monuments historiques

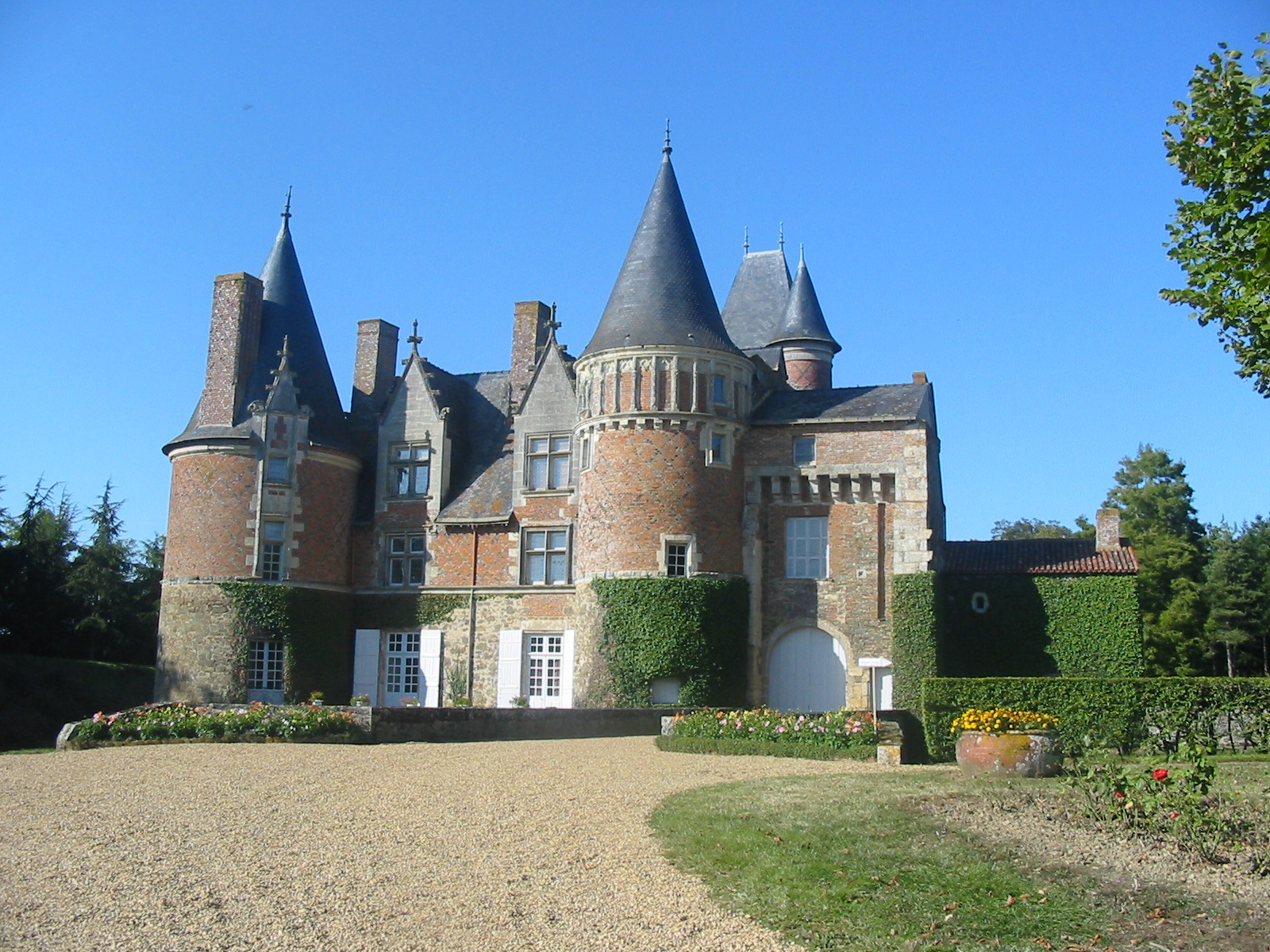
Château du Coudray-Montbault.

La ville de Vihiers et des communes associées comporte plusieurs inscriptions à l'inventaire du patrimoine, dont deux inscriptions aux monuments historiques :
- Château du Coudray-Montbault à Saint-Hilaire-du-Bois, des XVIe et XVIIIe siècles, Monument historique inscrit le 12 avril 1965 et classé le 27 juillet 1965 (PA00109406)[71] ;
- Ancienne chapelle prieurale Saint-Jacques, des XIIe, XVe, XVIe, XVIIIe et XIXe siècles, Monument historique classé 27 avril 1965 (PA00109406), chapelle du Sépulcre avec tout son décor intérieur et autres vestiges de l'édifice[72].

### Autres lieux inventoriés

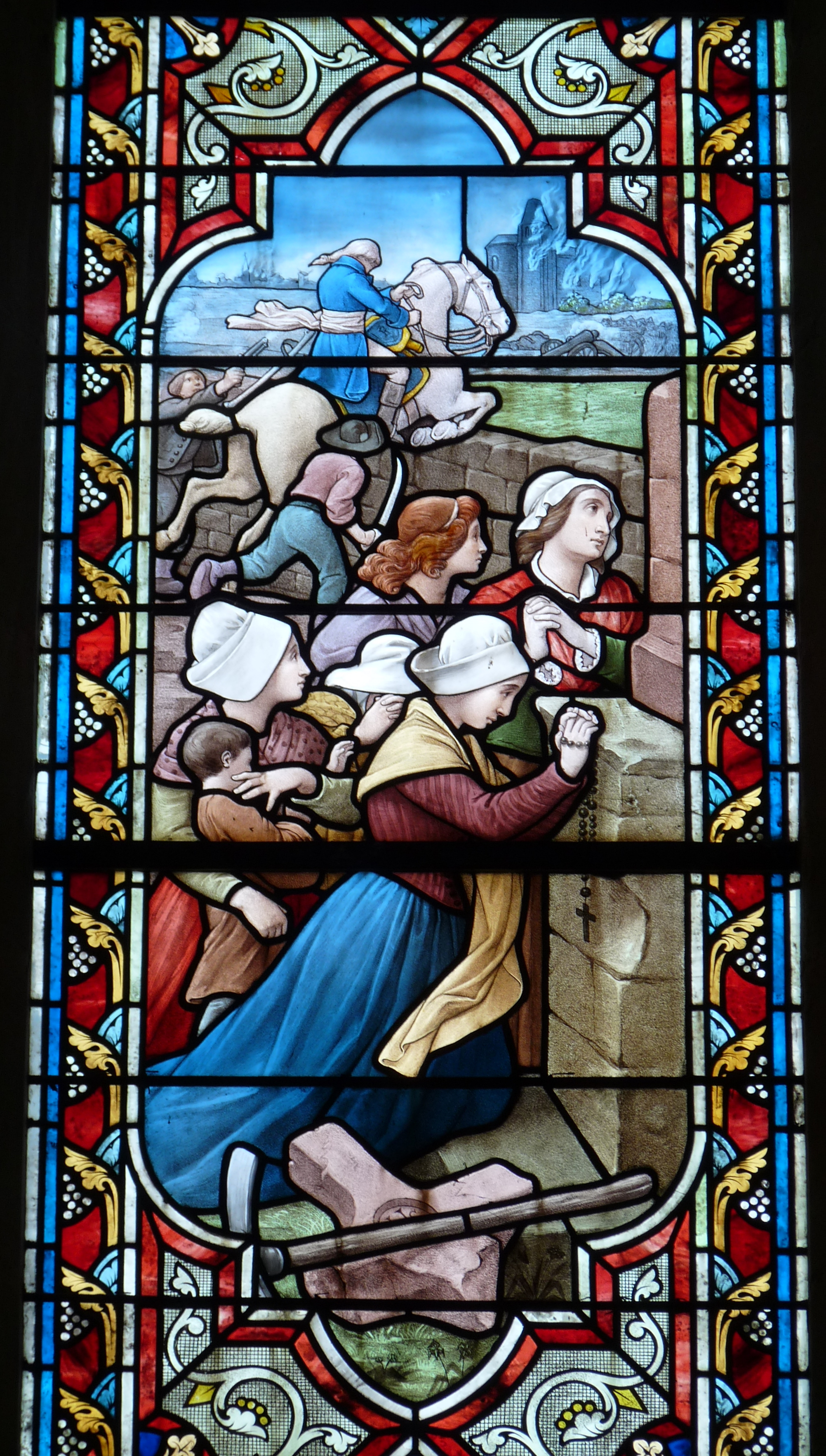
Verrière dite de la fuite de Santerre en l'église de Vihiers. (Jean Clamens, 1900)

- Château fort dit hospice Maupassant, rue Nationale à Vihiers, du XIe siècle, construit par Foulques Nerra vers 1010-1016 dont il reste la motte, reconstruction d'un château plus à l'ouest au XIVe siècle, Inventaire général du patrimoine culturel.
Vers 1010–1016, Foulques Nerra, comte d'Anjou, fait construire à Vihiers une puissance forteresse. De cet édifice, il ne subsiste que la base en glacis des maçonneries de la façade nord, un premier tunnel orienté nord-sud et la base de la tour ronde visible sur le mur de soutènement de la terrasse à l'ouest. Le château est reconstruit au XIVe siècle ou au début du XVe. À cette époque, il s'élevait sur une haute motte au nord-ouest de la ville entre deux côtes rapides défendues sur trois côtés par un vaste étang aujourd'hui presque entièrement asséché que traversait la rivière du Lys.Une seconde enceinte emmurée enveloppait la crête du coteau oriental embrassant la ville. L'antique donjon seigneurial devait se situer sur l'emplacement actuel du château. C'est à cette époque qu'aurait été percé l'actuel souterrain et construite la salle de garde (appelée couramment "chapelle"). Ce château disparaîtra presque entièrement durant l'occupation anglaise et les guerres de religion.
Un bâtiment à deux étages est reconstruit au XVIe ou XVIIe siècle. L'escalier actuel est construit au XVIIe siècle. C'est sans doute à cette époque que le jardin est créé. En 1790, le château est déclaré bien national. Il pourrait alors avoir été occupé par l'administration du district. En 1793, le château est incendié. Au début du XIXe siècle, le château est restitué aux Cossé Brissac, héritiers de Hercules Timoléon de Cossé Brissac qui l'avait acheté en 1771. Il devient propriété de Marie Nau de Maupassant, veuve de Monsieur Chauvin de Bois-Savary, sœur de Charles Nau de Maupassant. Il est reconstruit avant 1826. Marie Nau de Maupassant meurt en 1858 en léguant son château à la commune de Vihiers avec obligation d'en faire un hospice.
En 1862, les travaux d'aménagement (lucarnes, corniches, décors des pilastres, clôtures des jardins, obturation des portes du rez-de-chaussée de la cour) sont dirigés par l'architecte Bibard. Cette fondation hospitalière, appelée Hospice Maupassant, comprend alors 15 lits. En 1863, Monseigneur Bompois consacre la chapelle aménagée au rez-de-chaussée de la tour. Divers travaux sont effectués au XXe siècle pour l'aménagement de la maison de retraite. Le bâtiment est désaffecté après la construction d'un hôpital et d'une maison de retraite moderne dans le jardin du château.
- Église paroissiale Saint-Jean-Baptiste, place Saint Jean à Vihiers, du XIIe siècle, Inventaire général du patrimoine culturel.
- Église paroissiale Saint-Nicolas, place Saint Nicolas à Vihiers, du XIIe siècle, Inventaire général du patrimoine culturel.
- Vestiges des fortifications d'agglomération, ville close de Vihiers, du XVe siècle, Inventaire général du patrimoine culturel.
- Halle, rue du Champ de Foire des Champs, du XVIIIe siècle, Inventaire général du patrimoine culturel.
- Hôtel, 24 rue de l'École à Vihiers, du XVIe siècle, Inventaire général du patrimoine culturel.
- Hôtel de voyageurs, 16 place du Minage à Vihiers, du XVIe siècle, Inventaire général du patrimoine culturel.
- Maison de Tisserand, 1 rue de l'Echelle à Vihiers, du XVIIIe siècle, Inventaire général du patrimoine culturel.
- Plusieurs maisons de Vihiers datent des XVe, XVIe, XVIIe et XVIIIe siècles, Inventaire général du patrimoine culturel.
- Deux moulins à vent à Vihiers, des XVIIe et XVIIIe siècles, Inventaire général du patrimoine culturel.
- Moulin à vent cavier, Saint-Martin à Vihiers, du XVIIIe siècle, Inventaire général du patrimoine culturel.
- Prieuré de Bénédictins Notre-Dame, Saint-Jouin, prieuré de bénédictins dépendant de l'abbaye de Saint-Jouin de Marnes (Deux-Sèvres) avec église paroissiale dédiée à Notre-Dame et Saint-Jouin édifiée par Foulques Nerra au XIe siècle, Inventaire général du patrimoine culturel.

### Autres lieux et monuments
- La loge en brande à Vihiers[68].
- Gisant d'Honorat de la Haye conservé dans la Chapelle Saint-Jacques du Coudray-Monbault.

Dans la région, les communes de Passavant-sur-Layon et Tigné possèdent également des bâtiments classés aux Monuments historiques.

### Personnalités liées à la commune
- Foulques Nerra (975-1040), comte d'Anjou, à l'origine de la forteresse de Vihiers.
- Foulques IV d'Anjou, dit le Réchin ou le Querelleur (1043-1109), fut comte d'Anjou et de Tours de 1068 à 1109, et seigneur de Vihiers.
- Foulques V d'Anjou, dit le Jeune (1092-1144), fit construire deux églises à Vihiers.
- Henri Menuau, dit Menuau du Maine-et-Loire (1748-1810), fut juge au tribunal de district de Vihiers au début de la Révolution.
- Antoine Joseph Santerre (1752-1809), se trouvait à la tête des troupes républicaines battues en juillet 1793 à Vihiers.
- Nicolas Bazin (d) (1754-1830), arrière-grand-père de René Bazin, lieutenant de Stofflet lors de la guerre de Vendée, est né à Vihiers.
- Simon Meusnier-Badger (1759-1833), participa à la bataille de Vihiers des 17 et 18 juillet 1793.
- Renée Bordereau, dite l'Angevin (1770-1824), combattit à Vihiers durant les guerres de Vendée.
- Mathurin Bruneau (1784-1822) vécut quelques années à Vihiers (1791-1795, 1796-1799) chez son beau-frère, le sabotier Delaunay.
- Séraphin Denécheau (1831-1912), sculpteur français est né à Vihiers.
- Henry Nicollon des Abbayes (1898-1974), professeur d'université et botaniste lichenologue français, né le 15 juillet 1898 à Vihiers.
- Pierre Barillet (1923-2019), auteur de théâtre, est inhumé à Vihiers.
- André Dufraisse (1926- ), coureur français de cyclisme, ayant obtenu une médaille d'or à Vihiers en 1961 au cours des Championnats de France de cyclo-cross.
- Jacques Tempereau (1945-2006), sculpteur angevin ayant passé son enfance à Vihiers.
- Christian Gillet (1946- ), maire de Vihiers, conseiller général du canton de Vihiers, puis Président du département de Maine-et-Loire
- Anthony Réveillère (1979- ), footballeur international français ayant grandi et joué à Vihiers.

## Pour approfondir